# Bokorgébicsfélék
A bokorgébicsfélék (Malaconotidae) a madarak osztályának verébalakúak (Passeriformes) rendjébe tartozó család.

## Rendszerezésük
A családot William John Swainson angol ornitológus írta le 1824-ben, az alábbi 8 nem és 50 faj tartozik ide:
- Nilaus – 1 faj
- Malaconotus – 6 faj
- Bocagia – 1 faj
- Tchagra – 4 faj
- Dryoscopus – 6 faj
- Telophorus – 5 faj
- Chlorophoneus – 6 faj
- Laniarius – 21 faj